# Ртањска метвица
Ртањска метвица (лат. Nepeta rtanjensis) припада вишегодишљим зељастим биљкама. Род Nepeta обухвата око 250 углавном вишегодишњих зељастих биљака које припадају фамилији уснатица (лат. Lamiaceae). Природни арел распрострањења је Азија, Северна Африка и планине у оквиру тропског дела Африке, и Европски умерени појас. Период цветања је од јуна до јула.

## Изглед
Полужбунасте је форме, чије су гране полегле или усправне, висине до 65 cm. Гране су прекривене густим длакама које су зелено-сиве. Биљка има интензиван мирис. Лиска биљке је у бази срцастог изгледа, тестераста по ивици листа која потом прелази у јајасту форму и налази се на краткој лисној дршци. Распоред цветова је пршљенаст, односно у 4—11 пршљенова смештено је највише 35 цветова. Лисни пупољци су дужине до 8 мм и ланцетасог су облика. Чашични листићи су цилиндрични, садрже 5 зубаца и дужи су у односу на лисне пупољке. Крунични листићи су бели са љубичастим шарама. Опрашивање биљке врши се помоћу инсеката, док се расејавање обавља ветром. Плод се формира у периоду август—септембар и орашастог је типа. Размножава се клијањем семена или из стабла вегетативно.

## Станиште
Расте на отвореном станишту на кречњачкој подлози у храстовим шумама.

## Ареал распрострањености
Центри арела су Албанија и Грчка. У Србији се ова врста налази на јужној страни планине Ртањ. С обзиром да се овај ареал налази врло далеко од центра ареала врста, vrsta Nepeta rtanjensis спада у реликтне биљне врсте.

## Угроженост
Врста Nepeta rtanjensis спада у угрожене биљне врсте и заштићена је од стране државе. Налази се у Црвеној књизи флоре Србије.

## Антропогени утицај
Најчешћи разлози угрожености су: мештани интензивно сакупљају ову биљку због јаког мириса, испаша стоке, као и разарање површинског слоја земљишта за потребе војних вежби.

## Лековитост
Потврђено је да етерично уље ове биљне врсте ефикасније антибактеријски делује на врсту бактерија Staphilococcus aureus од пеницилина и тетрациклина.

## Галерија
- стабљика
- цвет
- цвет
- хабитус
- хабитус